# Línea no regular
Línea no regular (en serbio: Ko to tamo peva, Ко то тамо пева) es una película yugoslava de 1980 dirigida por Slobodan Šijan y con guion a cargo de Dušan Kovačević. Se proyectó en la sección Un Certain Regard del Festival de Cannes en la edición de 1981.

## Argumento
El sábado 5 de abril de 1941, un día antes de la invasión del Reino de Yugoslavia por las Fuerzas del Eje, un pintoresco grupo de personas coinciden en el destartalado autobús de Krstić & Hijo camino de Belgrado por la Serbia profunda y rural: dos músicos gitanos, un veterano de la Primera Guerra Mundial, un germanófilo, un cantante en ciernes, un hombre enfermo y un cazador armado de su escopeta. El autobús es propiedad del Sr. Krstić y lo conduce su hijo, el impresionable Miško.
En el camino, se les unen un sacerdote y una joven pareja de recién casados de viaje hacia la costa para pasar su luna de miel. Los viajeros se enfrentan a diversas peripecias: una rueda pinchada, un puente inestable, un campesino que ha arado la carretera, un funeral, una riña entre dos familias, el reclutamiento del joven Krstić por el ejército y una cartera perdida. Todos esto hace que se retrase el autobús y exacerba las divergencias entre los pasajeros.
Durante la madrugada del domingo, 6 de abril, entre medio de rumores de guerra, llegan por fin a Belgrado justo a tiempo de que los atrape el ataque aéreo de la Luftwaffe (Operación Castigo). Los únicos pasajeros que sobrevivien son los dos músicos gitanos, que cantan la canción principal de la película mientras acaba esta.

## Reparto
- Pavle Vujisić — conductor
- Dragan Nikolić — cantante
- Danilo "Bata" Stojković — germanófilo
- Aleksandar Berček — Miško Krstić
- Neda Arnerić — novia
- Mića Tomić — Aleksa Simić
- Taško Načić — cazador
- Boro Stjepanović — tísico
- Slavko Štimac — novio
- Miodrag Kostić — gitano músico
- Nenad Kostić — niño gitano músico
- Bora Todorović — cabeza del funeral
- Slobodan Aligrudić — teniente
- Petar Lupa — sacerdote
- Stanojlo Milinković — arador
- Ljubomir Ćipranić — cabo
- Milovan Tasić — hijo del arador